# Nonila Wharemate
Nonila Wharemate (17 de janeiro de 1988) é uma basquetebolista neozelandesa.

## Carreira
Nonila Wharemate integrou a Seleção Neozelandesa de Basquetebol Feminino em Pequim 2008, terminando na décima posição.